# イノチェンティ・ミニ
イノチェンティ・ミニ（Innocenti Mini ）は、ブリティッシュ・レイランド傘下のイノチェンティ社がミニをベースに開発した、3ドアハッチバック型の乗用車である。

## ブリティッシュ・レイランド時代（1974年 - 1982年）
イノチェンティはイギリスのブリティッシュ・モーター・コーポレーション（BMC）との契約に基づき、1965年からミニのライセンス生産を行っていたが、1972年にブリティッシュ・レイランド・モーター・コーポレーション（BLMC）に買収され、同社の傘下となった。
その2年後の1974年、イノチェンティはミニのプラットフォームをベースに、ベルトーネデザインによる3ドアハッチバックボディを架装した新しいモデルを発表する。998 ccエンジンを搭載した「90L」と、1,275 ccエンジンを搭載した「120L」の2種類が用意され、4速マニュアルトランスミッション（MT）とラバー・コーン・サスペンションはミニからキャリーオーバーされていた。
イノチェンティ・ミニが発表されてからほどなくしてBLMCは破産し、1976年5月にイノチェンティはデ・トマソとGEPIに売却されたが、ミニの生産はそのまま続行された。

## 沿革
デ・トマソへの傘下入りを受け、1976年にはスポーティモデルの「ミニ デ・トマソ」を発表。1977年初めに生産が開始された。プラスチック成形のバンパー、埋め込み式フォグランプ、ボンネット上のエアスクープ、アルミホイール、オーバーフェンダーが備わり、スポーティな外観に仕上げられた。エンジン出力は初期は71 bhp (53 kW; 72 PS)であったが、徐々に向上して1978年には74 bhp (55 kW; 75 PS)となった。
1980年、フェイスリフトを施され装備を充実した「ミニ ミッレ」（Mini Mille、1000の意）が登場した。プラスチック成形バンパー、後傾したヘッドライトとデザインし直されたテールライトを備えたこのモデルは、ほとんどの市場で排気量の大きな120を代替した。全長は2インチ（約5 cm）延長されていた。1981年モデルで"90 LS II"、1982年モデルで"90 SL"も市場に導入された。
しかし、1982年をもってデ・トマソとBLの契約は終了する。これには、BLがヨーロッパ内の多くの市場における競合相手へエンジンを供給することに嫌気がさしていたといったような産業政策上の理由が背景にあり、イノチェンティはミニを完全に再設計する決断に迫られた。数多くのテストを経て、最終的には日本のダイハツ工業製の直列3気筒エンジンをはじめとしたパワートレインが用いられることとなった。イタリアでは数年前のアルファロメオと日産自動車の合弁事業（アルファロメオ・アルナ）により、日本企業に対する政治的な抵抗は小さく、デ・トマソが政治的に困難な状況に直面することはなかった。
日本にはガレーヂ伊太利屋により少数が並行輸入され、その大半をデ・トマソが占めている。

## ダイハツ時代（1982年 - 1993年）
1982年4月、エンジンがダイハツ工業製に変更され、同時にミニ由来のラバーサスペンションがより一般的で快適な自社開発の前輪ストラット式・後輪リーフサスという組み合わせに変更された。このモデルは新型エンジン搭載車であることを区別するため「イノチェンティ トレ・チリンドリ」（Innocenti Tre Cilindri、『イノチェンティ3気筒』の意）及び「トレ」（Tre、イタリア語で『3』）に改称された。新エンジンとサスペンションの採用により、車重は約55kg増加した。機構面で大幅なアップデートがあった反面、外観上の変更点はバッジとチンスポイラーに留まり、前モデルとの区別はほとんどできなかった。
1984年には「ミニトレ」（Minitre、"Mini 3"と表記されることもあり）と改称された。部品の大半がダイハツ・シャレードの流用品となり、それまでBLの現地関連会社で運営されていたヨーロッパ各国への輸出は中止されるか全般的に減少していった。生産開始直後の1〜2年はフランス、ベルギー、スイスへ限定的に輸出され、1983年にドイツのダイハツ車輸入ディーラーであるヴァルター・ハーゲン（Walter Hagen ）が、数年間途絶えていたドイツでのイノチェンティ車の販売を引き受けた。
なお、レイランド製エンジンを搭載した旧型モデルの在庫販売も継続されていた。新モデルが登場したにもかかわらず、生産台数は1981年の2万3,187台から翌年の2万1,646台、1983年の1万3.688台と減少の一途を辿ったが、1984年以降は全体的な信頼性が向上したこともあり販売数は増加した。
エンジンはシングルキャブレター付で最大出力52PSを発生するガソリンエンジンを搭載し、S、SL、SEという3つのグレードが用意されていた。トランスミッションは4気筒エンジン車に限り4速MTが使用されていたが、標準では5速MTが組み合わせられ、後に「マティック」（Matic）と呼ばれる2速セミATも追加された。これはトルコンと従来式のフロアシフトによる2種類のギア比を持つ遊星歯車機構を備えていた。
ダイハツ製の動力系統はBL製と比べてかなり高価であったが、ダイハツ製エンジン搭載車はBL製エンジン搭載車の場合と比べて保証期間内の修理が70%も減少したという報告がある。しかしその高品質ゆえに、イノチェンティのサービス網が余剰人員を抱えることになってしまうという弊害も生じた。もっとも、このサービス人員の過剰は生産数の漸減（1970年代末の4万台から1980年代半ばにかけての減少）に起因していた可能性もあり、主要な競合他社であるフィアットよりも高級で趣味性の高い車を提供することで状況の改善を図っていた。
生産は1993年まで続けられた。このモデルでは最高出力37 PS (27 kW)を発生する1.0 Lのディーゼルエンジンも選択することができ、外装も内装も通常のミニトレと同一に見えた。導入当初、このエンジンは世界最小の乗用車用ディーゼルエンジンというだけでなく、量産されている自然吸気のディーゼルエンジンの中でも最高出力を誇るものであったため、走りは驚くほどに活発なものであったという。ディーゼルエンジンを導入したこともあり、イノチェンティの生産台数は損益分岐点である年産約2万台を超えた。ディーゼルモデルの売れ行きは、当初の予想であった全生産数の20%という数値を大きく上回る30%を占めていたが、ガソリンモデルの販売を損なうことはほぼなかった。
1986年、トリノで全長を延ばした990が発表された。このモデルはホイールベースを16 cm (6 in)延長し、自然吸気のガソリンエンジンと1.0 Lのディーゼルエンジンから選択できた。後部座席も拡大されたことで、空力改善に役立つなだらかな傾斜の前面ガラスも装備されるようになった。バランスの取れたデザインにより、ドア窓のサッシが取り去られている点やドアミラーの位置が前進している点を見極められなければ、ロングホイールベース版を見分けることは困難であった。荷室空間も280 L (9.9 cu ft)から295 L (10.4 cu ft)に拡大された。1982年、コーチビルダーのEmboがミニ・トラベラーの長いシャーシを利用して990のコンセプトカーを製作した。ターボ版を除いてショートホイールベースの1 Lモデルは1987年7月で生産中止となった。990はSLと充実装備のSEが選択できた。

### 650/500
「ミニドゥエ」（"Minidue"、"ミニ 2"の意）登場の噂は度々上がっていたが、そのほとんどは当時デ・トマソの所有企業であったモト・グッツィ製の650 cc V型2気筒エンジンを搭載することを期待したものであった。このエンジンを搭載した試作車は数台製作されたが、オートバイ用エンジンを自動車に適合するように仕立てる作業に難航し、その代替策としてイノチェンティが出した選択がダイハツ製エンジンであった。1984年11月のトリノ・モーターショーで発表されたショートストロークの617 cc2気筒エンジンを搭載したミニ 650は、充実装備の"SE"も選択できた。650には左右非対称で銀塗装のフロントグリルが与えられる一方で、SEは独自の3分割ホイールハブキャップを備えていた。最高出力は31 PS (23 kW)と控えめな数値であったが、2本のバランスシャフトの恩恵で回転フィーリングは非常に滑らかなものであった。650のダッシュボードも特徴あるもので、グローブボックスには蓋がないといったようなスパルタンさであった。車体後部ではテールライトの間にあった反射板が黒い樹脂製部品に替えられていた。
"650"は、550 cc（1990年後期からは660 cc）エンジン搭載の"ミニ 500"により代替された。これらのエンジンは全てシャレードではなく、より小型のダイハツ・クォーレ（日本名:ミラ）に使用されていたものであった。550 ccエンジン搭載のイノチェンティ・500（L又は豪華装備のLS）は1987年11月に初めて披露されたが、これはダイハツが旧態化した2気筒エンジンの生産を中止したためにエンジンの供給を絶たれた650の後継モデルという位置づけであった。キャブレター付の500は出力31 PS (23 kW)/6,400 rpmを発生し、最高速度は116 km/h (72 mph)に達した。イタリア国外ではフランスでもこの車はかなり居住性に劣るフィアット・126と同じ課税馬力3CVの枠に入ることから一定の人気を博した。

### スモール
1990年にフィアットがイノチェンティを買収すると、この車は「イノチェンティ・スモール」（Innocenti Small ）と改称されてディーゼル、マティック、ターボ デ・トマソは廃止された。1990年11月に多少のフェイスリフトを含む改良が施された一方で、1990年3月に日本の軽自動車規格が660 ccに拡大されたことを受け、ダイハツがそれまでのEB型エンジンから排気量を拡大したEF型エンジンに移行したことで、500のエンジン排気量も659 ccとなった。出力は全く同数値であったが、トルクは42 N⋅m (31 lb⋅ft)/4,000 rpmから49 N⋅m (36 lb⋅ft)/3,400 rpmへ向上したことで柔軟性が増して最高速度も120 km/h (75 mph)へと僅かに向上していた。燃料消費率も幾らか向上していた。1991年7月に990の豪華版「セリエ・スペレチアーレ」（Serie Speciale ）が導入され、カンヴァスルーフ付も選択できた。990 セリエ・スペレチアーレの内装はミッソーニによるアルカンターラ製であった。
1992年にイノチェンティ・スモールの双方に燃料噴射装置と触媒付きのモデルが設定され市場に導入された。これらのモデルでは出力と最高速度が僅かに低下（表を参照）していた。最後に開発されたのは、ロングホイールベースの"990" 用ボディに小排気量エンジンを搭載した1993年の「スモール 500 SE」（Small 500 SE ）であった。生産は1993年3月31日に終了したが、販売は翌年まで続けられた。ダイハツはそれより数ヶ月前に自社の製品に3気筒のCB型エンジンを使用するのを止めていたが、おそらくこれは偶然の一致である。

### ターボ デ・トマソ
エンジンがダイハツ製に変更されると出力72 PS (53 kW)のターボチャージャー付993 cc 3気筒エンジンを搭載した新しいデ・トマソ版が1983年12月に発表され、イタリアでの販売は翌月から開始された。このエンジンは2バルブ版であり、シャレード GTtiに使用されていたかなり高出力のマルチバルブ版はイノチェンティ車には搭載されなかった。後傾したヘッドライト、新しいバンパー、スカート、アロイホイール付ミシュラン・TRX 160/65 SR315タイヤを履くために延ばされたフェンダーを備えるボディも新しくされた。スポーティなハンドルは革巻きであった。最初のモデルにはイタリアで開発された自然吸気のCB22エンジン（CB-DTと呼ばれた）にIHI製RHB5ターボチャージャーを取り付けたCB22と同一の9.1:1の圧縮比を持つエンジンが搭載された。この最初のエンジンでは回転数6,200 rpmで最大出力を発生した。1984年後期にこのエンジンは全てをダイハツ側で開発されたCB60型エンジンに代替された。より小型のIHI製RHB32ターボチャージャー（CB-DTの0.37 barに対して0.5 barの過給圧）とより適切な8:1の圧縮比を持つCB60型エンジンは、回転数5,700 rpmで最大出力を発生した。初期型のエンジンが回転数3,500 rpm以下では実力は発揮できていなかったという問題点を抱えていたが、この小型のターボチャージャーは立ち上がりが早かったことから低速域での扱いやすさも向上していた。
1988年7月にエンジンがCB61型に更新された。このエンジンではそれまでエンジンルーム内で赤塗装が施されていたカバー類が灰色に変更されていた。カナダ（とスイス）市場向けにはキャブレター付CB60型エンジンが搭載された。このエンジンは68 PS (50 kW)/5,500 rpmと出力が多少落ちていた1990年にフィアットがイノチェンティを買収すると、ターボ デ・トマソはディーゼル、「マティック」とともに廃止された。

### 輸出
イノチェンティ デ・トマソは1984年からインカカーズ（Incacars Inc ）によりカナダへ持ち込まれたが、信頼性に関する問題で販売数は初年度の2,000台から1986年前期の僅か196台へと激減した。CB60型エンジンの触媒付モデル以外のカナダ向けのデ・トマソも特徴の有る長方形のサイドマーカー・ライトを装着していた。

## 諸元
| ダイハツ製エンジン搭載のイノチェンティ・ミニ シリーズ（斜字体はテスト結果でありメーカー発表値ではない） |          |          |             |                     |      |      |       |        |        |        |          |          |              |                |               |              |              |          |          |        |           |
| 小排気量 エンジン版                                                                                     | エンジン | エンジン | 排気量 (cc) | 燃料供給 方式       | 出力 | 出力 | 出力  | トルク | トルク | トルク | 最高速度 | 最高速度 | 0-100 (km/h) | ホイールベース | 全長          | 全幅         | 全高         | 車両重量 | 車両重量 | 変速機 | 生産年    |
| 小排気量 エンジン版                                                                                     | エンジン | エンジン | 排気量 (cc) | 燃料供給 方式       | PS   | kW   | @ rpm | Nm     | lbft   | @ rpm  | km/h     | mph      | 0-100 (km/h) | mm (in)        | mm (in)       | mm (in)      | mm (in)      | kg       | lb       | 変速機 | 生産年    |
| ミニ 650, SE                                                                                            | "AD"     | SOHC L2  | 617         | 単装 キャブ         | 31   | 23   | 5,700 | 45     | 33     | 3,500  | 118      | 73       | 29.8         | 2,045 (80.5)   | 3,160 (124.4) | 1,520 (59.8) | 1,375 (54.1) | 665      | 1,466    | 5MT    | 1984–1987 |
| 500 L/LS スモール 500 L/LS                                                                              | "EB"     | SOHC L3  | 548         | 単装 キャブ         | 31   | 23   | 6,400 | 42     | 31     | 4,000  | 116      | 72       |              | 2,045 (80.5)   | 3,212 (126.5) | 1,520 (59.8) | 1,380 (54.3) | 650      | 1,433    | 5MT    | 1987–1990 |
| 500 L/LS スモール 500 L/LS                                                                              | "EF"     | SOHC L3  | 659         | 単装 キャブ         | 31   | 23   | 6,400 | 49     | 36     | 3,400  | 120      | 75       | 27.4         | 2,045 (80.5)   | 3,212 (126.5) | 1,520 (59.8) | 1,380 (54.3) | 660      | 1,455    | 5MT    | 1990–1993 |
| スモール 500 L/LS (Cat.)                                                                                | "EF"     | SOHC L3  | 659         | 燃料噴射            | 30   | 22   | 6,600 | 46     | 34     | 3,200  | 118      | 73       |              | 2,045 (80.5)   | 3,212 (126.5) | 1,520 (59.8) | 1,380 (54.3) | 660      | 1,455    | 5MT    | 1992–1993 |
| スモール 500 SE (Cat.)                                                                                  | "EF"     | SOHC L3  | 659         | 燃料噴射            | 30   | 22   | 6,600 | 46     | 34     | 3,200  |          |          |              | 2,206 (86.9)   | 3,375 (132.9) | 1,520 (59.8) | 1,375 (54.1) |          |          | 5MT    | 1993      |
| 1-リッター版                                                                                            |          |          |             |                     |      |      |       |        |        |        |          |          |              |                |               |              |              |          |          |        |           |
| 3 チンドリ/ミニトレ, SE, SE スペチアーレ                                                                | "CB22"   | SOHC L3  | 993         | ツインバレル キャブ | 52   | 38   | 5,600 | 74     | 55     | 3,200  | 145      | 90       | 17.4         | 2,045 (80.5)   | 3,160 (124.4) | 1,520 (59.8) | 1,380 (54.3) | 638      | 1,407    | 5MT    | 1982–1986 |
| 3 チンドリ/ミニトレ, SE, SE スペチアーレ                                                                | "CB22"   | SOHC L3  | 993         | ツインバレル キャブ | 52   | 38   | 5,800 | 71     | 52     | 3,600  | 145      | 90       | 17.4         | 2,045 (80.5)   | 3,160 (124.4) | 1,520 (59.8) | 1,380 (54.3) | 675      | 1,488    | 5MT    | 1986–1987 |
| ミニマティック, SE                                                                                      | "CB22"   | SOHC L3  | 993         | ツインバレル キャブ | 52   | 38   | 5,600 | 74     | 55     | 3,200  | 140      | 87       |              | 2,045 (80.5)   | 3,160 (124.4) | 1,520 (59.8) | 1,380 (54.3) | 690      | 1,521    | 2AT    | 1984–1986 |
| 990 SE/SL (スモール) 990 SE/SL                                                                          | "CB23"   | SOHC L3  | 993         | ツインバレル キャブ | 52   | 38   | 5,600 | 78     | 58     | 3,200  | 145      | 90       | 16.2         | 2,206 (86.9)   | 3,375 (132.9) | 1,520 (59.8) | 1,375 (54.1) | 695      | 1,532    | 5MT    | 1986–1988 |
| 990 SE/SL (スモール) 990 SE/SL                                                                          | "CB23"   | SOHC L3  | 993         | ツインバレル キャブ | 53   | 39   | 5,750 | 78     | 58     | 3,500  | 147      | 91       | 16.2         | 2,206 (86.9)   | 3,375 (132.9) | 1,520 (59.8) | 1,375 (54.1) | 715      | 1,576    | 5MT    | 1988–1993 |
| スモール 990 SE (Cat.)                                                                                  | "CB23"   | SOHC L3  | 993         | 燃料噴射            | 50   | 37   | 5,800 | 74     | 55     | 3,300  | 147      | 91       | 16.6         | 2,206 (86.9)   | 3,375 (132.9) | 1,520 (59.8) | 1,375 (54.1) | 715      | 1,576    | 5MT    | 1992–1993 |
| 990 マティック                                                                                          | "CB23"   | SOHC L3  | 993         | ツインバレル キャブ | 52   | 38   | 5,800 | 71     | 52     | 3,600  | 140      | 87       | 24.4         | 2,206 (86.9)   | 3,375 (132.9) | 1,520 (59.8) | 1,375 (54.1) | 715      | 1,576    | 2AT    | 1986–1988 |
| 990 マティック                                                                                          | "CB23"   | SOHC L3  | 993         | ツインバレル キャブ | 53   | 39   | 5,750 | 78     | 58     | 3,500  | 140      | 87       |              | 2,206 (86.9)   | 3,375 (132.9) | 1,520 (59.8) | 1,375 (54.1) | 715      | 1,576    | 2AT    | 1988–1990 |
| ターボ デ・トマソ                                                                                       |          |          |             |                     |      |      |       |        |        |        |          |          |              |                |               |              |              |          |          |        |           |
| ターボ デ・トマソ                                                                                       | "CB-DT"  | SOHC L3  | 993         | ターボ, 連装キャブ  | 72   | 53   | 6,200 | 95     | 70     | 4,400  | 165      | 103      | 10.8         | 2,045 (80.5)   | 3,135 (123.4) | 1,530 (60.2) | 1,380 (54.3) | 670      | 1,477    | 5MT    | 1983–1984 |
| ターボ デ・トマソ                                                                                       | "CB60"   | SOHC L3  | 993         | ターボ, 連装キャブ  | 72   | 53   | 5,700 | 104    | 77     | 3,500  | 162      | 101      | 10.8         | 2,045 (80.5)   | 3,135 (123.4) | 1,530 (60.2) | 1,380 (54.3) | 710      | 1,565    | 5MT    | 1984–1988 |
| ターボ デ・トマソ                                                                                       | "CB61"   | SOHC L3  | 993         | ターボ, 連装キャブ  | 72   | 53   | 5,800 | 108    | 80     | 3,400  | 158      | 98       |              | 2,045 (80.5)   | 3,135 (123.4) | 1,530 (60.2) | 1,380 (54.3) | 710      | 1,565    | 5MT    | 1988–1990 |
| ターボ デ・トマソ (Cat.)                                                                                | "CB60"   | SOHC L3  | 993         | ターボ, 連装キャブ  | 68   | 50   | 5,500 | 106    | 78     | 3,200  | 158      | 98       |              | 2,045 (80.5)   | 3,135 (123.4) | 1,530 (60.2) | 1,380 (54.3) |          |          | 5MT    | 1984–1987 |
| ディーゼル                                                                                              |          |          |             |                     |      |      |       |        |        |        |          |          |              |                |               |              |              |          |          |        |           |
| ミニディーゼル, SE                                                                                      | "CL10"   | SOHC L3  | 993         | ディーゼル          | 37   | 27   | 4,600 | 60     | 44     | 3,450  | 125      | 78       | 24.8         | 2,045 (80.5)   | 3,160 (123.4) | 1,520 (59.8) | 1,380 (54.3) | 710      | 1,565    | 5MT    | 1984–1985 |
| ミニディーゼル, SE                                                                                      | "CL10"   | SOHC L3  | 993         | ディーゼル          | 37   | 27   | 4,600 | 61     | 45     | 3,000  | 125      | 78       |              | 2,045 (80.5)   | 3,160 (123.4) | 1,520 (59.8) | 1,380 (54.3) | 685      | 1,510    | 5MT    | 1985–1987 |
| 990 ディーゼル SE, SL                                                                                   | "CL10"   | SOHC L3  | 993         | ディーゼル          | 37   | 27   | 4,600 | 61     | 45     | 3,000  | 125      | 78       |              | 2,206 (86.9)   | 3,375 (132.9) | 1,520 (59.8) | 1,375 (54.1) | 740      | 1,631    | 5MT    | 1986–1988 |
| 990 ディーゼル SE, SL                                                                                   | "CL11"   | SOHC L3  | 993         | ディーゼル          | 37   | 27   | 4,800 | 60     | 44     | 3,200  | 125      | 78       |              | 2,206 (86.9)   | 3,375 (132.9) | 1,520 (59.8) | 1,375 (54.1) | 740      | 1,631    | 5MT    | 1988–1990 |